# La Violetera (Álbum de Nati Mistral)
La Violetera es el álbum debut de Nati Mistral lanzado en 1958. Fue publicado el mismo año que la película homónima protagonizada por Sara Montiel y recoge versiones de algunas de las canciones de la película grabadas por Mistral.

## Grabación y lanzamientos
Hasta el año 1958 Nati Mistral se había labrado una prominente carrera en el teatro, tanto dentro como fuera de España, y una más discreta pero prolífica en el cine, demostrando en ambos medios sus aptitudes musicales tras su paso por el Conservatorio de Madrid. Observando el resurgimiento de la popularidad del viejo cuplé tras el estreno de El Último Cuplé con Sara Montiel, el sello Montilla ofreció a Mistral grabar su primer disco de larga duración con algunas de las canciones de la película La Violetera, también de Montiel, estrenada ese mismo año. La discográfica justificó la grabación del disco argumentando que la copla representaba una reacción contra los ritmos vertiginosos recién adoptados en la era atómica posterior a la Segunda Guerra Mundial, y un recuerdo de una época mejor. A cargo de Daniel Montorio recayó la dirección del álbum, y la música la interpretó la orquesta del propio sello Montilla.
Junto con once de las canciones de la película, Mistral grabó el chotis ¡Ay, Cipriano! de Juan Martínez Abades y una nueva versión de Monísima de Laredo (alias de Vicente Mari Bas) que ya había cantado años antes. Otra de las canciones incluidas fue Bajo El Cielo de Madrid, también popularizada en una película de ese mismo año al ser interpretada por Ana María Alberta en Historias de Madrid.
Retomando su carrera discográfica en los años 70, Nati Mistral regrabó las canciones de La Violetera para el sello Zafiro en 1972, y volvió a lanzarlo en formato CD en 1991, en estas dos ocasiones como un álbum homónimo.
Generosa con Sara Montiel, Mistral llegó a declarar que solo grabó el álbum por petición de la discográfica durante la moda del cuplé y que Montiel era más apta para el género. En otra ocasión sin embargo manifestó que le habría gustado cosechar más éxito cinematográfico pero Montiel "se quedó" las películas que habría querido protagonizar, entre ellas La Violetera.

## Lista de canciones
| N.º | Título                      | Escritor(es)                                         | Duración |  |
| 1.  | «La violetera»              | Eduardo Montesinos, José Padilla Sánchez             | 3:56     |  |
| 2.  | «Mimosa»                    | Juan Martínez Abades                                 | 3:34     |  |
| 3.  | «Flor de té»                | Martínez Abades                                      | 4:03     |  |
| 4.  | «Bajo los puentes de París» | Jean Rodor, Vincent Scotto                           | 2:49     |  |
| 5.  | «Rosa de Madrid»            | José Soriano, Luis Barta                             | 3:13     |  |
| 6.  | «Frou-Frou»                 | Henri Chatau                                         | 3:24     |  |
| 7.  | «Monísima»                  | Laredo                                               | 3:18     |  |
| 8.  | «Mala entraña»              | Martínez Abades                                      | 3:16     |  |
| 9.  | «El polichinela»            | Joaquín Valverde, José Juan Cadenas, José Torregrosa | 2:36     |  |
| 10. | «Es mi hombre»              | Maurice Yvain                                        | 3:42     |  |
| 11. | «Tus ojitos negros»         | Gaspar Vivas, Barta                                  | 3:13     |  |
| 12. | «Bajo el cielo de Madrid»   | Padilla                                              | 3:46     |  |
| 13. | «Agua que no has de beber»  | Martínez Abades                                      | 3:30     |  |
| 14. | «¡Ay, Cipriano!»            | Martínez Abades                                      | 3:45     |  |